# Jagdgeschwader 50
Il Jagdgeschwader 50 (JG 50 - 50º stormo caccia), a volte erroneamente chiamato Jagdgruppe 50, fu un reparto di volo della Luftwaffe, l'aeronautica militare tedesca, attivo dal luglio all'ottobre 1943. Si trattava di un'unita specializzata nel combattimento ad alta quota, creata appositamente per intercettare i de Havilland DH.98 della Royal Air Force.

## Storia
Il JG 50 fu costituito il 21 luglio 1943, col nome di Jagdgeschwader Süd, come unità speciale per contrastare i de Havilland DH.98, aerei bimotore impiegati dalla RAF in svariati ruoli, dalla caccia al bombardamento fino alla ricognizione, e capaci di operare ad elevate altitudini. Il 15 agosto fu rinominato Jagdgeschwader 50. Al comando dell'unità fu posto Hermann Graf, il primo pilota nella storia ad aver raggiunto le 200 vittorie aeree. Il JG 50 (e la sua unità sorella, il JG 25) in definitiva furono incapaci di contrastare efficacemente i DH.98 e furono così più proficuamente utilizzati per intercettare le formazioni di bombardieri pesanti dell'USAAF impegnati nell'operazione Pointblank. Il JG 50 fu inizialmente dotato di 8 Messerschmitt Bf 109 G-5 e Bf 109G-6 con ali e fusoliera lucidate in modo da ridurre la resistenza aerodinamica e quindi di aumentare la velocità. I velivoli erano inoltre dotati del GM-1, sistema che iniettava protossido d'azoto direttamente nell'impianto di sovralimentazione del motore, il Daimler-Benz DB 605, aumentandone così la potenza nominale. Con uno di questi 109 modificati Graf riuscì a raggiungere i 14.291 m di altitudine. L'unità fu in seguito dotata anche di Focke-Wulf Fw 190A-5, versioni speciali sovralimentate del Fw 190. A Graf fu permesso di scegliere per la nuova unità qualsiasi pilota desiderasse.

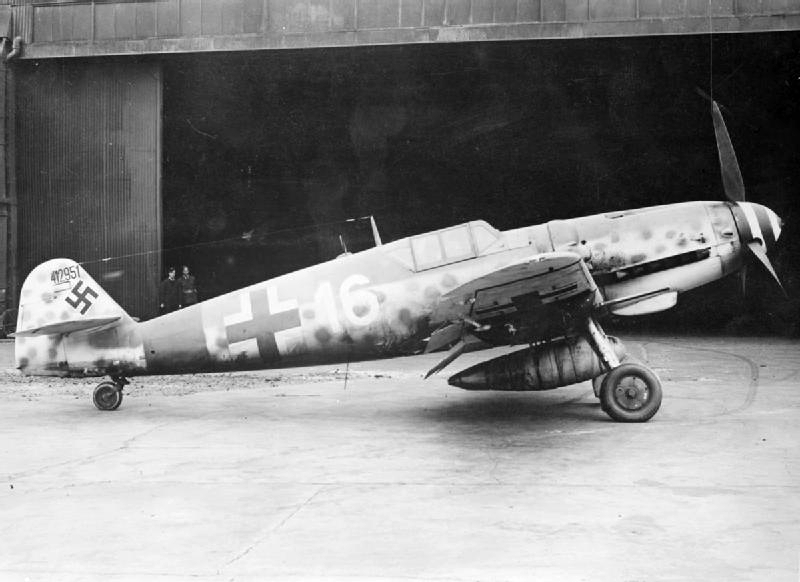
Un Messerschmitt Bf 109G-6, versione speciale del Bf 109 dotata del sistema GM-1. Questo velivolo apparteneva al JG 301, unità in cui confluirono i membri del JG 50 una volta che questo fu sciolto nell'ottobre 1943

La scelta cadde su tre assi, Alfred Grislawski, Ernst Süß e Heinrich Füllgrabe, tutti appartenenti alla vecchia Staffel (squadriglia) di Graf, la 9./JG 52, nota anche come Karaya-Staffel. L'emblema della Staffel era un cuore colpito da una freccia con sotto la parola Karaya, che era il titolo della canzone preferita dai quattro assi. Collettivamente erano conosciuti come il quartetto Karaya.
I piloti dell'unità erano noti per la poca disciplina e per la mancanza di rispetto per l'autorità. Nella sua biografia Alfred Grislawski sostiene che, nel 1941-1943, la  Karaya-Staffel fu probabilmente l'unità meno militaristica della Wehrmacht. In un'occasione, Grislawski rischio di essere portato davanti alla corte marziale, ma l'accusa fu abbandonata quando, all'avvicinarsi di una forza di bombardieri statunitensi, ci si rese conto che Grislawski era l'unico pilota a disposizione sufficientemente esperto da essere in grado di coordinare le operazioni di intercettazione. Graf era appassionato di calcio, nonché un discreto portiere. Usando la sua influenza, fu così in grado di organizzare il trasferimento nel JG 50 di alcuni calciatori professionisti ora arruolati, tra questi Fritz Walter. Creò così la squadra di calcio del reparto, i Die roten Jäger (I combattenti rossi).
Graf, incaricato di valutare nuovi metodi per l'attacco delle formazioni di bombardieri statunitensi, iniziò a valutare quali armi erano più efficaci per tale compito. Il JG 50 divenne così la prima unità ad impiegare i lanciarazzi Werfergranate 21, ogni aereo ne montava uno sotto ad ogni ala. Sebbene uno di questi razzi era in grado da solo di abbattere un bombardiere con un colpo, non furono progettati per il fuoco diretto, bensì per rompere le formazioni di bombardieri, disperdendone i componenti. L'unità fu dichiarata operativa il 31 luglio 1943, con un totale di 19 aerei. Il 17 agosto 1943 l'unità prese parte all'intercettazione dei bombardieri statunitensi impegnati nella missione Schweinfurt–Regensburg. Grislawski riuscì ad abbattere 2 Boeing B-17 Flying Fortress. Il 6 settembre il JG 50 abbatté altri 4 B-17 sopra Stoccarda, di questi uno fu abbattuto da Grislawski e 2 da Graf che impiegò il Werfergranate 21. Graf fu a sua volta abbattuto, ma riuscì ad effettuare un atterraggio d'emergenza, sopravvivendo. Grislawski abbatté un altro B-17 il 14 ottobre, giorno del secondo raid su Schweinfurt. Durante i circa quattro mesi di attività del reparto, Graf fu l'unico pilota del JG 50 ad abbattere un DH.98, intercettato ad oltre 9.000 m sopra Groninga.
Alla fine dell'ottobre 1943 il JG 50 fu sciolto e fuso col I./JG 301. In novembre Graf fu nominato comandante del JG 11. Il 6 novembre Grislawski fu nominato Staffelkapitän del 1./JG 1 con sede a Deelen, Paesi Bassi.
Alla termine della guerra solo due del quartetto Karaya erano sopravvissuti. Graf e Grislawski conclusero il conflitto con rispettivamente 212 e 133 vittorie. Süß fu ucciso il 20 dicembre 1943, colpito da aerei statunitensi dopo che aveva abbandonato l'aereo e stava già scendendo col paracadute, mentre Heinrich Füllgrabe fu ucciso in azione sul fronte orientale il 30 gennaio 1945. Avevano raggiunto rispettivamente le 68 e 67 vittorie.